# 壬申之亂
壬申之亂是日本古代發生的最大型內亂。672年（天武元年、壬申年）六月，天智天皇之子弘文天皇和天皇的胞弟大海人皇子，為爭奪皇位繼承權而發生的長達約一個月的內亂。大海人皇子初隱居於吉野宮，天智天皇死後，經伊賀、伊勢入美濃，制服東國後，派別動隊佔據倭古京，在近江勢多大破弘文天皇的軍隊。弘文天皇敗走，臣下四散，獨物部麻呂不捨離去，弘文天皇遂自殺。大海人皇子次年正月即位，死後諡天武天皇。

## 經過
660年代後期，天智天皇將同母異父的弟弟大海人皇子封為皇太子後（在《日本書紀》中稱其為「皇太弟」。此外，亦有人認為立大海人皇子為儲君一事乃《日本書紀》所杜撰）卻在天智天皇10年10月17日（671年11月26日）表現出欲立其子大友皇子為太子之態度。之後，天智天皇臥病不起。大海人皇子推舉大友皇子為皇太子，自請至吉野宮（奈良縣吉野）出家。而天智天皇接受了大海人皇子的請求。
12月3日（672年1月10日），天智天皇於近江大津宮駕崩，得年46歲。大友皇子即位，年僅24歲，是為弘文天皇。大海人皇子於天武天皇元年6月24日（7月27日）從吉野經由伊賀、伊勢逃至美濃。在美濃，接受大海人皇子指示的多品治早已出兵，並封鎖不破道（不破關）。藉此，大海人皇子便可動員東海道、東山道諸國的兵力。進入美濃，從東國集結兵力的大海人皇子於7月2日（8月3日）兵分二路朝向大和、近江進軍。
近江朝廷的弘文天皇則派遣使者向東國、吉備、筑紫（九州）發出動員令，然而前往東國的使者為大海人皇子的部隊所阻，吉備與筑紫則礙於領國狀況不穩，無法出兵。即使如此，弘文天皇仍由鄰近諸國集結了相當的兵力。
大和方面，在大海人皇子離去後，雖然近江朝在倭京（飛鳥故都）集結了兵力，卻被起兵追隨大海人皇子的大伴吹負奪取了部隊的指揮權。隨後，吹負便和由西面和北面來襲的近江朝軍隊展開激戰。據有優勢的近江朝軍隊屢敗吹負軍，但吹負仍不斷集結軍隊抗敵。直到紀阿閉麻呂所指揮的美濃軍到來，才解了吹負的危機。
雖然近江朝亦向美濃進軍，但因指揮中心混亂而使軍隊停滯不前。由村國男依所率領的大海人皇子部隊於7月7日（8月8日）在息長的橫河拉開戰端，之後便連戰皆捷。7月22日（8月23日），大海人皇子的部隊在瀨田橋之役（滋賀縣大津市唐橋町）中大敗近江朝廷軍。7月23日（8月24日），弘文天皇自殺，近江朝廷滅亡。天武天皇2年（673年）2月，大海人皇子建飛鳥淨御原宮並登基，是為天武天皇。
天武天皇將國都移至飛鳥（奈良縣高市郡明日香村）。此外，為了論功行賞與回復秩序，天武天皇實施了諸如服制改定、八色姓、冠位制度改定等措施，也推展了古日本中央集權的步調。

## 外部連結
- （日語）.   [2009-03-06]. （原始内容存档于2021-02-10）.
- （中文）.   [2009-03-06]. （原始内容存档于2020-11-28）. .   [2009-03-06]. （原始内容存档于2019-11-06）.
- （中文）.   [2009-03-06]. （原始内容存档于2009-01-26）..   [2009-03-06]. （原始内容存档于2019-11-05）..   [2009-03-06]. （原始内容存档于2019-11-05）.